# Angela Freiberger
Angela Freiberger (nascida em 1953) é uma artista brasileira do Rio de Janeiro. Ela é mais conhecida por trabalhos que enfatizam a relação entre escultura e performance.

## Biografia
Em 1976, Freiberger recebeu o título de Bacharel em Artes pela Escola de Belas Artes da Universidade Federal do Rio de Janeiro (UFRJ). Em 1987 ela estudou computação gráfica na Universidade da Califórnia em Los Angeles. No início dos anos 1990, ela morou na Itália e em Portugal, onde aprendeu a esculpir em mármore. Em 2007, ela recebeu um MFA pela Stony Brook University, Nova York.
Freiberger foi incluída na Sexta Bienal de Havana em 1997, na Primeira Bienal Prospect de Nova Orleans em 2008 e na Segunda Bienal do Bronx no Museu de Artes do Bronx, Nova York em 2010. Sua instalação Coleção de Urinóis (2001), foi exibida no Centro Cultural Oduvaldo Vianna Filho do Rio de Janeiro em 2002.
Ela foi uma artista no show de Marina Abramović “The Artist is Present” no Museu de Arte Moderna em 2009.

## Obras em Coleções Permanentes
O trabalho de Freiberger é parte da coleção João Sattamini do Museu de Arte Contemporânea de Niterói no Rio de Janeiro e da coleção Gilberto Chateaubriand do Museu de Arte Moderna do Rio de Janeiro.

## Bolsas e Residências
Freiberger recebeu a Senior Fellowship da Terra Foundation for American Art em 2010.
Em 2012, Freiberger participou no “Hotel de Inmigrantes 2, Cosmopolitan Stranger,” em Hasselt, Bélgica, que aconteceu ao mesmo tempo que a bienal Manifesta 9.